# Cassina S.p.A.
Die Cassina S.p.A. ist ein italienischer Möbelhersteller mit Sitz in Meda, der zur Gruppe Poltrona Frau gehört.

## Geschichte

Heidi Weber im Damensessel LC3, Foto: Comet Photo, Bildarchiv der ETH-Bibliothek Zürich, 1961

Die Brüder Cesare und Umberto Cassina gründeten 1927 in Meda, Brianza, die Firma Figli di Amedeo Cassina. Die Haupttätigkeit des Unternehmens war die Holzbearbeitung zur Herstellung von Couchtischen. Im Laufe der Jahre expandierte das Unternehmen, insbesondere in der Nachkriegszeit, auch dank der Zusammenarbeit mit externen Architekten, die ihr Fachwissen und ihre Forschung einbrachten.
In den 1950er Jahren wechselte Cassina von der handwerklichen zur Serienproduktion und übernahm die Logik des Industriedesigns. Darüber hinaus entstanden in dieser Zeit einige der bekanntesten Produkte des Unternehmens. Der Stuhl 646 und der Stuhl 699, bekannt als Superleggera, beide von Gio Ponti 1957 entworfen. 1963 schloss sich Vico Magistretti dem Designerteam des Unternehmens an und entwarf den Carimate-Sessel. Unmittelbar danach wurden die Rechte für vier Modelle von der Innenarchitektin und Museumsdirektorin Heidi Weber erworben, die von Le Corbusier, Pierre Jeanneret und Charlotte Perriand entworfen wurden, um den Wunsch des Unternehmens zum Ausdruck zu bringen, eine Kollektion nach den Prinzipien der Moderne aufzubauen. Im Jahr 1966 entwickelten die ersten Unternehmen, wie C&B Italia ein neues Herstellungsverfahren für eingespritzten Polyurethanschaum, um ganz allgemein die experimentelle und innovative Produktforschung zu fördern.
1967 entwickelten Afra und Tobia Scarpa für Cassina den Ciprea-Sessel, das erste Beispiel eines Einzelstücks aus expandiertem Polyurethan. Die Soriana Reihe von Afra und Tobia Scarpa wurde 1970 mit dem Compasso d’Oro ausgezeichnet.
1972 stellte Cassina zusammen mit Mario Bellini den Kar-a-sutra-Autoprototyp in der Ausstellung Italien: Die neue häusliche Landschaft im MoMA in New York vor. 1973 präsentierte Cassina das mit dem Compasso d'Oro ausgezeichnete Maralunga-Sofa von Vico Magistretti. Vier Jahre später brachte das Unternehmen mit Mario Bellini den La Rotonda-Tisch und den Cab-Stuhl auf den Markt, die dank ihrer selbsttragenden Lederstruktur Teil der ständigen Sammlung des MoMA in New York wurden.
In den 1980er Jahren stellte Cassina den Sessel Wink von Toshiyuki Kita (1980) und den Sessel Feltri von Gaetano Pesce (1987) vor, mit dem eine neue Produktionstechnik für Filzmöbel entwickelt wurde, für die ein internationales Patent angemeldet wurde. 1991 gewann Cassina den Compasso d'Oro für seinen Beitrag zur Designkultur und eröffnete im selben Jahr die Zusammenarbeit mit Piero Lissoni, aus der das Met-Sofa entstand. 1998 entstand L.W.S. aus der Zusammenarbeit mit Philippe Starck.
2005 kehrt das Unternehmen nach Italien zurück, nachdem es 1989 an die französische Gruppe Strafor zu 80 % verkauft wurde. Es wird von der Poltrona Frau geführten Gruppe übernommen. Im Februar 2014 wurde die von Poltrona Frau geführte Gruppe vom amerikanischen Unternehmen Haworth übernommen. Ebenfalls 2014 präsentieren Piero Lissoni und Cassina das Sofa Otto. Im Jahr 2016 ernannte Cassina Patricia Urquiola zur Art Directorin. Im Jahr 2021 bringt Cassina die Soriana Reihe von Afra und Tobia Scarpa mit zirkulären Materialien neu auf den Markt.
Cassina hat Ausstellungsräume in New York, London, Paris, Madrid, Dubai, Los Angeles, Tokio und Mailand.

## Modelle Auswahl

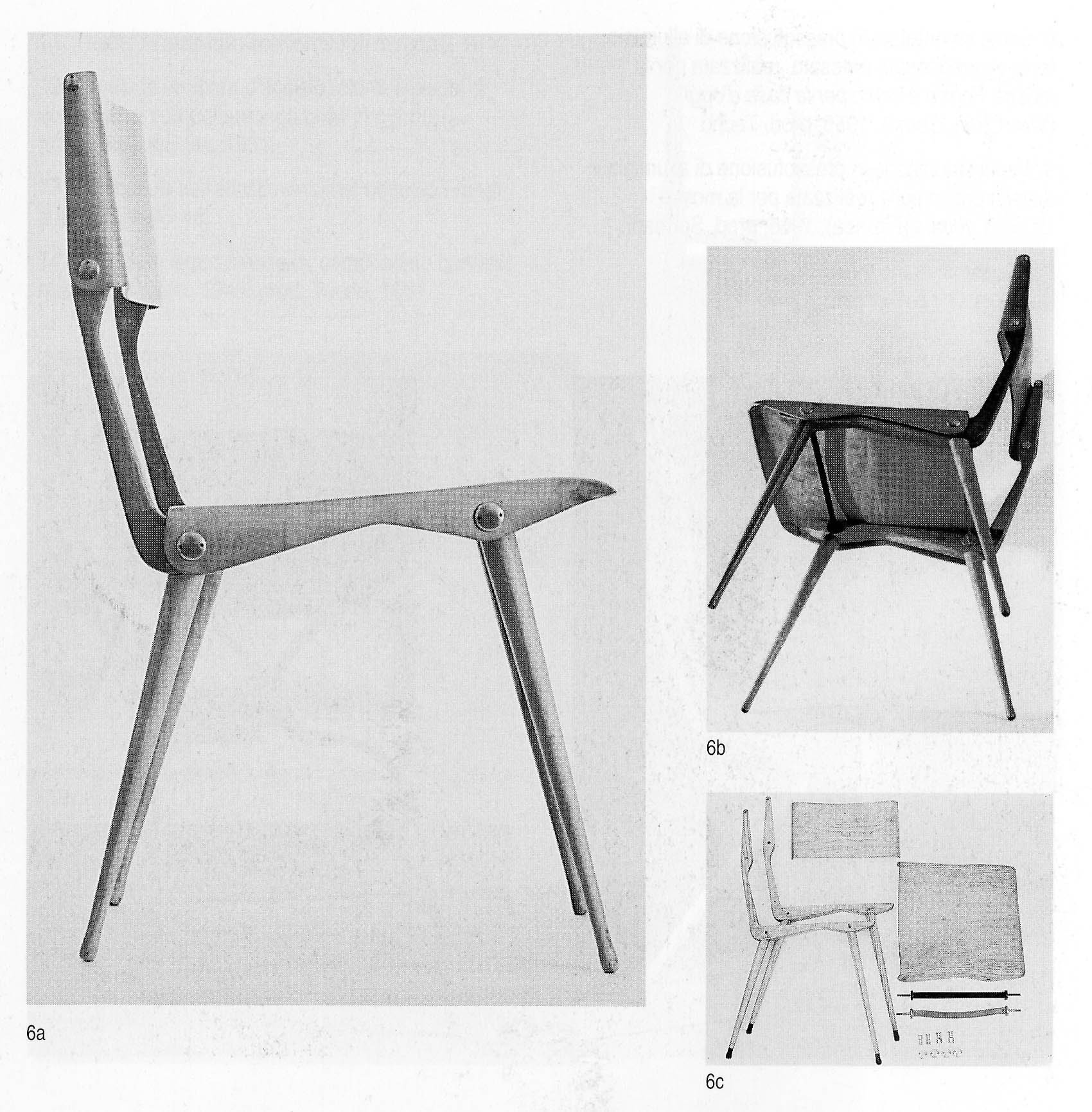
Sedia Stuhl 1954

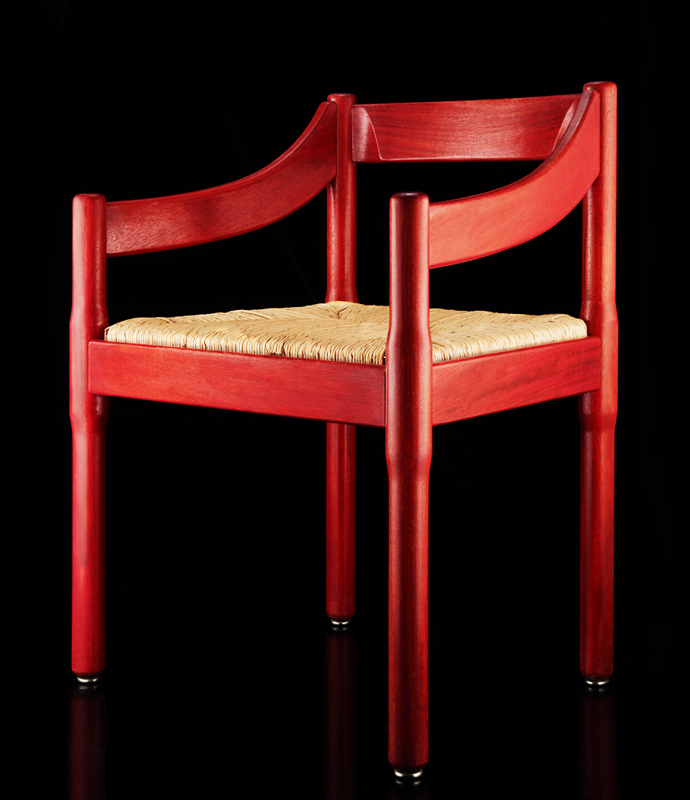
Carimate Stuhl 1959

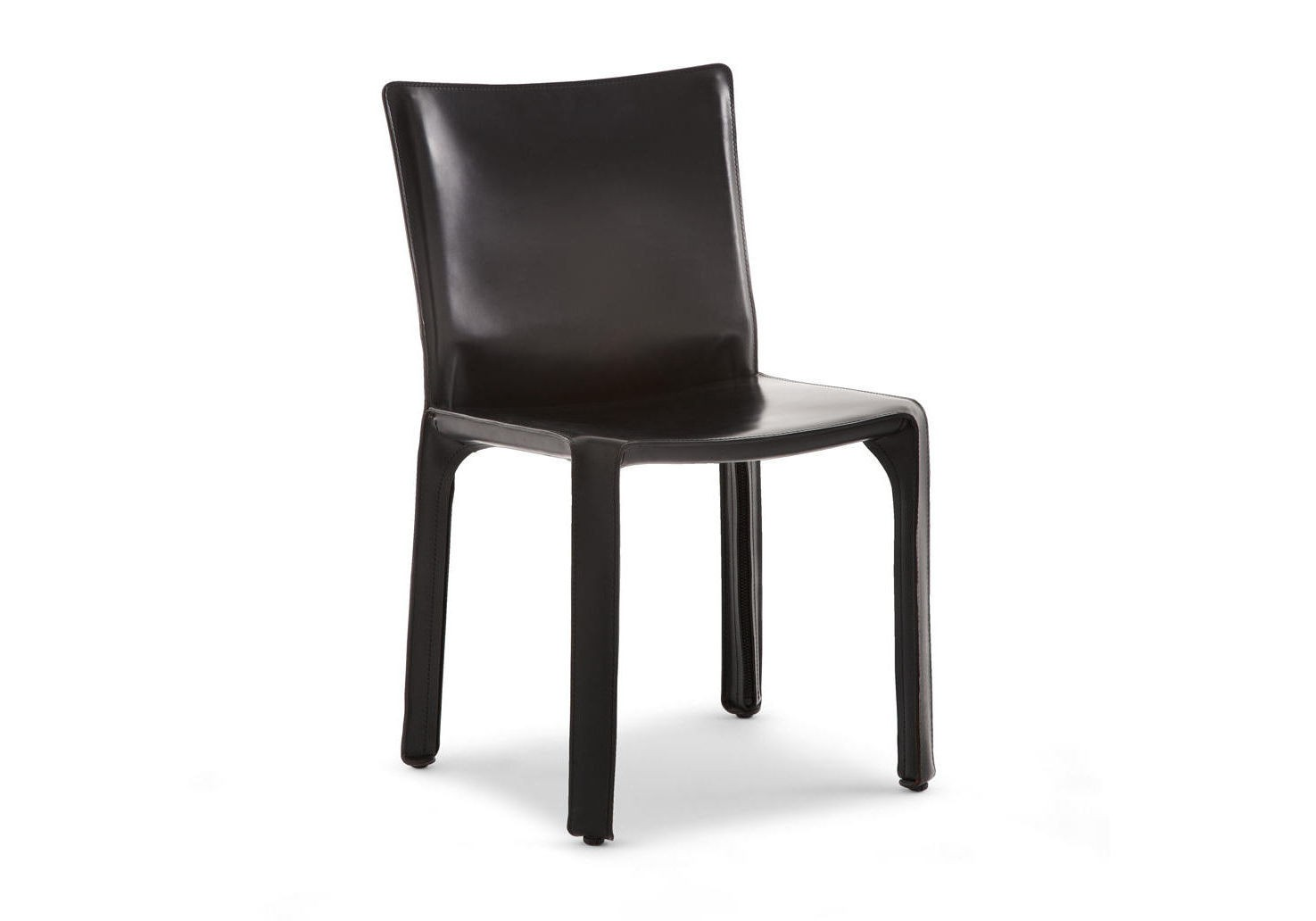
Cab Stuhl 1977

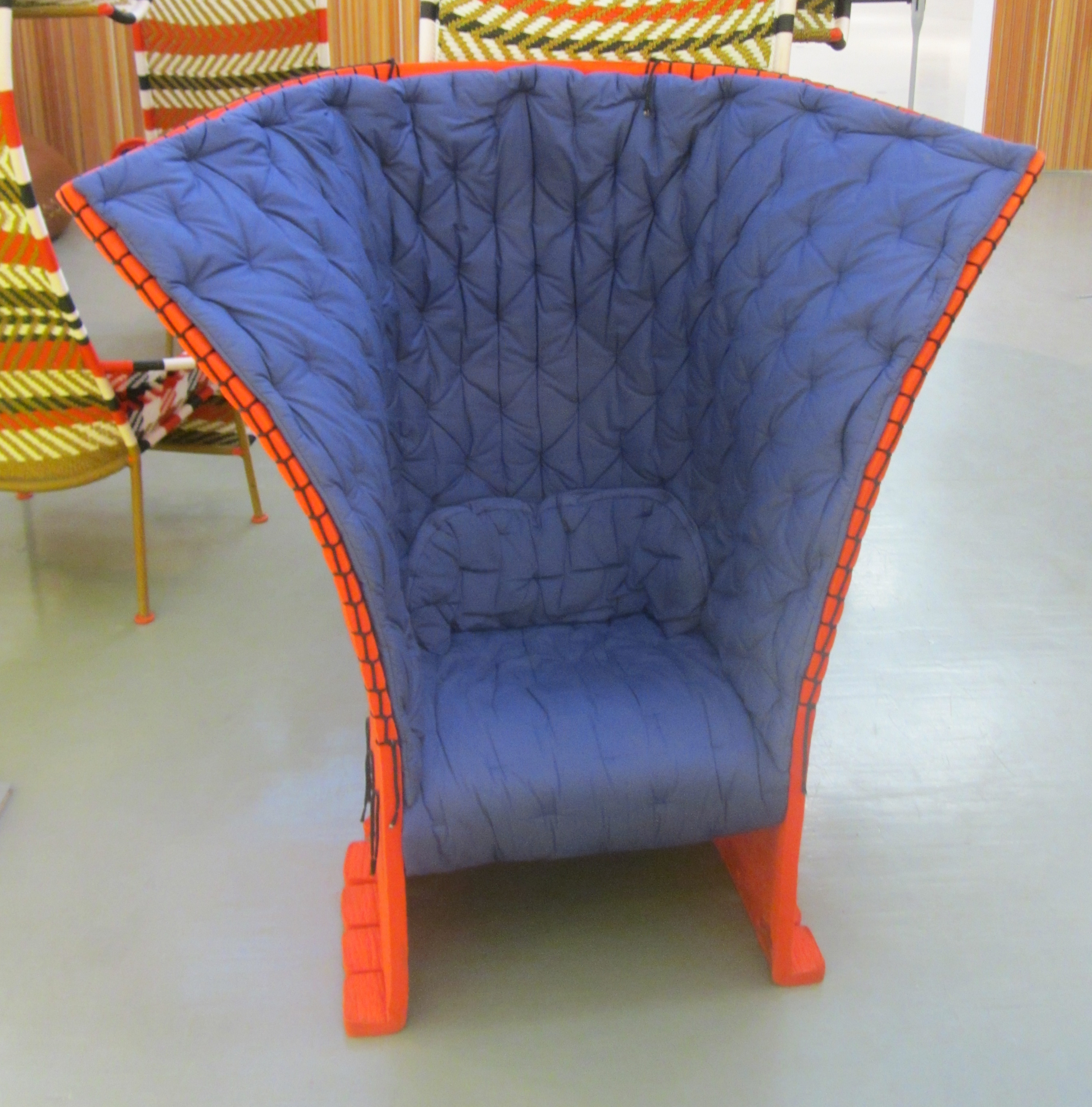
Feltri Sessel 1987

- 1954: Sedia Stuhl
- 1957: Superleggera
- 1959: Carimate Sessel
- 1967: Ciprea-Sessel
- 1970: Soriana Sofa
- 1973: Maralunga Sofa
- 1977: Cab-Stuhl
- 1980: Wink Sessel
- 1987: Feltri Sessel
- 2014: Otto Sofa

## Auszeichnungen
- 1954: Compasso d’Oro Sedia Stuhl
- 1970: Compasso d’Oro Soriana Reihe
- 1979: Compasso d’Oro Maralunga Sofa und Sessel
- 1991: Compasso d’Oro Beitrag zur Designkultur

## Beteiligte Designer
- Le Corbusier
- Gerrit T. Rietveld
- Charles R. Mackintosh
- Erik Gunnar Asplund
- Frank Lloyd Wright
- Philippe Starck
- Hannes Wettstein
- Mario Bellini
- Piero Lissoni
- Vico Magistretti
- Charlotte Perriand
- Pierre Jeanneret
- Afra und Tobia Scarpa
- Toshiyuki Kita
- Gaetano Pesce
- Achille Castiglioni
- Pier Giacomo Castiglioni
- Luisa und Ico Parisi